# جامعة لحج
جامعة لحج هي جامعة حكومية تقع في محافظة لحج جنوب الجمهورية اليمنية. أُنشأت الجامعة بالقرار الجمهوري رقم (119) لسنة 2008م بشأن إنشاء جامعات (لحج، أبين، الضالع، حجة، البيضاء) والقرار الجمهوري رقم (8) لسنة 2021م بشأن تعيين رئيساً ونواباً للجامعة.

## النشأة والكليات
قبل إنشاء الجامعة كانت بمحافظة لحج خمس كليات تتبع جامعة عدن وهي:
1. كلية ناصر للعلوم الزراعية والتي تأسست في العام 1972م.[3]
2. كلية التربية صبر والتي تأسست في العام 1980م.[4]
3. كلية التربية يافع والتي تأسست في العام 1998م.[5]
4. كلية التربية ردفان والتي تأسست في العام 1998م.[6]
5. كلية التربية طور الباحة والتي تأسست في العام 2000م.[7]

وكانت هذه الكليات تضم في (27) قسما علميا، وأكثر من (233) عضو هيئة تدريس وهيئة تدريس مساعدة، وتُدرس أكثر من (3389) طالبا وطالبة. ضُمت هذه الكليات إلى جامعة لحج وتم تأسيس كلية العلوم الإدارية والمصرفية في العام 2023م.

## المراكز
بالإضافة إلى الكليات الست يتبع الجامعة مركزان هما:
1. مركز التطوير الاكاديمي وضمان الجودة، تم إنشاؤه بقرار رئيس الجامعة رقم (53) لعام 2022م.[9]
2. مركز المرأة للبحوث والدراسات والتدريب، تم إنشاؤه بقرار رئيس الجامعة رقم (121) لعام 2023م.[10]